# 卡利尼夫卡 (戈羅季謝區)
49°10′17″N 31°35′17″E / 49.17139°N 31.58806°E
卡利尼夫卡（烏克蘭語：Калинівка）是位於烏克蘭中部的村莊，由切爾卡瑟州切爾卡瑟區的霍羅迪謝市鎮負責管轄。該村始建於十六世紀，面積2.99平方公里，海拔高度155米，2010年人口625，人口密度每平方公里209.3人。